# Dares mjobergi
Dares mjobergi är en insektsart som beskrevs av Bragg 1998. Dares mjobergi ingår i släktet Dares och familjen Heteropterygidae. Inga underarter finns listade i Catalogue of Life.